# Bara-patak
A Bara-patak a Gödöllői-dombságban ered, Őrbottyán keleti határában, Pest vármegyében, mintegy 230 méteres tengerszint feletti magasságban. A patak forrásától kezdve északnyugati irányban halad, majd Váchartyánnál éri el a Hartyáni-patakot.

## Part menti települések
- Őrbottyán
- Váchartyán